# Гадяч (Харьковская область)
Гадяч (укр. Гадяч) — село, 
Мартыновский сельский совет, 
Красноградский район, 
Харьковская область.
Код КОАТУУ — 6323382504. Население по переписи 2001 года составляет 34 (18/16 м/ж) человека.

## Географическое положение
Село Гадяч находится на левом берегу реки Берестовая, выше по течению на расстоянии в 1,5 км расположено село Вознесенское, ниже по течению на расстоянии в 1 км расположено село Каменка, на противоположном берегу — село Лебяжье (Зачепиловский район).
В 1997 году к селу присоединили село Катериновка. 
Через село проходит автомобильная дорога Т-2119.
Село окружено небольшими лесными массивами.

## История
- 1790 — дата основания.
- 1997 — присоединили село Катериновка.